# Нижний Сып
Нижний Сып — село в составе Уинского муниципального округа в Пермском крае.

## Географическое положение
Село расположено в северной части округа на расстоянии примерно 9 километров на север по прямой от села Уинское.

## Климат
Климат умеренно континентальный. Зима продолжительная, снежная. Средняя температура января −17 °C. Лето умеренно тёплое. Самый тёплый месяц — июль. Средняя температура июля +25 °C. Образование устойчивого снежного покрова происходит в среднем во второй декаде ноября, продолжительность снежного покрова — 170 дней. Средняя из наибольших декадных высот снежного покрова за зиму составляет 59 сантиметров. Почва промерзает в среднем на глубину 68-76 сантиметров. Разрушение устойчивого снежного покрова приходится на конец второй декады апреля. Годовая сумма осадков составляет в среднем 557 миллиметров.

## История
Село известно с 1816 года, название дано по местной речке. В советский период истории существовали колхоз «Красный Сып» и им. Молотова. Село до 2006 года было центром сельсовета, с 2006 по 2019 центром Нижнесыповского сельского поселения Уинского района. После упразднения обоих муниципальных образований имеет статус рядового населённого пункта Уинского муниципального округа.

## Население
Постоянное население составляло 523 человек в 2002 году (97 % татары), 463 человек в 2010 году.